# ماریا کالمیکووا
ماریا کالمیکووا (روسی: Мария Львовна Калмыкова؛ زادهٔ ۱۴ ژانویهٔ ۱۹۷۸) بازیکن بسکتبال اهل روسیه است.